# Estreito dos Mosquitos
O estreito dos Mosquitos é um canal natural, localizado no Maranhão, que separa a ilha de Upaon-Açu (São Luís) do continente.
O estreito conecta a baía de São Marcos (oeste) com a baía de São José/baía do Arraial (leste).
O Maranhão tem aproximadamente 640 km de litoral, concentrando 36% manguezais brasileiros, apresentando uma variedade de ambientes estuarinos (rias, reentrâncias, baias, estuários, entre outros). As águas possuem elevada turbidez devido ao aporte de material particulado do continente e das áreas de manguezais, influenciando na coloração do mar. Outra formação vegetal da região é o Campo de Perizes, uma extensa planície fluviomarinha, com extrato predominantemente herbáceo.
A região do Golfão e da Baixada Maranhense foi moldada por movimentos sucessivos de transgressão e regressão marinha ao longo de milhares de anos.
A ilha de Upaon-Açu se localiza entre dois grandes sistemas estuarinos que são as baías de São Marcos do lado direito e de São José do lado esquerdo, na região central do Golfão Maranhense. As duas baías são interligadas na parte sudoeste pelo canais do estreito dos Mosquitos e estreito dos Coqueiros (que separa a ilha de Upaon-Açu da ilha de Tauá-Mirim).
Na baía de São Marcos, deságua a bacia hidrográfica do rio Mearim e seus afluentes, enquanto que, na baía de São José/Arraial, deságuam as bacias hidrográficas dos rios Itapecuru e Munim. Nessa região, a amplitude das marés pode ultrapassar sete metros. A região apresenta muitos igarapés e canais de maré.
A fluxo da água ocorre da baía de São José/Arraial em direção à baía de São Marcos, através do canal, em razão de a margem direita do Golfão ser mais elevada que a esquerda.

O ambiente aquático do canal é margeado por manguezais, que vem sofrendo uma ação antrópica. Também se verifica uma pesca artesanal de subsistência por parte dos residentes nas proximidades e outros locais mais distantes. 

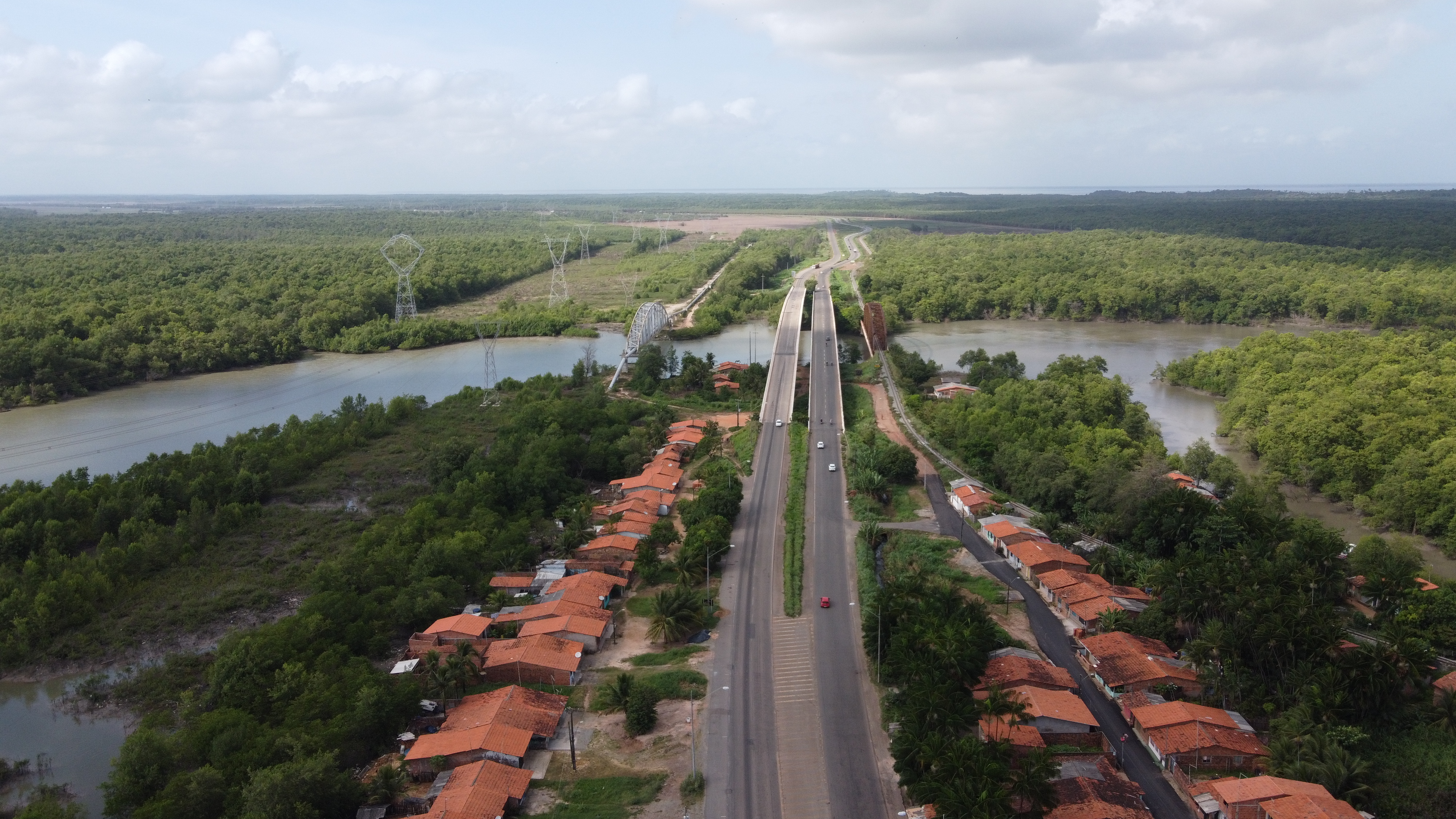
Foto: Daniel Meneses (O Criativo). Da esquerda para a direita, a ponte metálica que sustenta a adutora do sistema Italuís, a ponte Marcelino Machado e a ponte metálica Benedito Leite.

Parte do estreito se localiza no interior da APA de Upaon-Açu-Miritiba-Alto Preguiças.

## Acessos
Sobre o estreito dos Mosquitos, existem pontes rodoviárias e ferroviárias ligando o continente à ilha de Upaon-Açu:
- a ponte Marcelino Machado, na BR-135, composta por duas pontes paralelas de entrada e saída (com 456 e 454 metros de extensão);
- a ponte metálica Benedito Leite, pertencente à Ferrovia São-Luís-Teresina;
- a ponte duplicada pertencente à Ferrovia Carajás;
- a ponte metálica que sustenta a adutora do Italuís, que leva água do rio Itapecuru para a cidade de São Luís.